# Kingsley (Kentucky)
Kingsley és una població dels Estats Units a l'estat de Kentucky. Segons el cens del 2000 tenia 428 habitants.

## Demografia
Segons el cens del 2000, Kingsley tenia 428 habitants, 180 habitatges, i 126 famílies. La densitat de població era de 2.065,6 habitants/km².
Dels 180 habitatges en un 27,2% hi vivien nens de menys de 18 anys, en un 57,8% hi vivien parelles casades, en un 7,2% dones solteres, i en un 30% no eren unitats familiars. En el 25% dels habitatges hi vivien persones soles el 7,2% de les quals corresponia a persones de 65 anys o més que vivien soles. El nombre mitjà de persones vivint en cada habitatge era de 2,38 i el nombre mitjà de persones que vivien en cada família era de 2,88.
Per edats la població es repartia de la següent manera: un 21,7% tenia menys de 18 anys, un 4,4% entre 18 i 24, un 31,5% entre 25 i 44, un 27,3% de 45 a 60 i un 15% 65 anys o més.
L'edat mediana era de 41 anys. Per cada 100 dones de 18 o més anys hi havia 89,3 homes.
La renda mediana per habitatge era de 56.111 $ i la renda mediana per família de 63.750 $. Els homes tenien una renda mediana de 43.542 $ mentre que les dones 36.875 $. La renda per capita de la població era de 25.348 $. Entorn de l'1,8% de les famílies i el 3,4% de la població estaven per davall del llindar de pobresa.

## Poblacions més properes
El següent diagrama mostra les poblacions més properes.